# Ashton-Gletscher
Der Ashton-Gletscher ist ein 14 km langer Gletscher an der Black-Küste des Palmerlands im südlichen Teil der Antarktischen Halbinsel. Er fließt vom Mount Thompson in ostsüdöstlicher Richtung zur Nordwestseite des Lehrke Inlet.
Luftaufnahmen vom Gletscher entstanden 1940 bei der United States Antarctic Service Expedition (1939–1941). Wahrscheinlich wurde er bei dieser Forschungsreise auch von derjenigen Mannschaft gesichtet, welche die Küste in der Umgebung des Gletschers erkundete. Eine Mannschaft, die sich aus Mitgliedern der US-amerikanischen Ronne Antarctic Research Expedition (1947–1948) und des britischen Falkland Islands Dependencies Survey (FIDS) zusammensetzte, kartierte ihn im Jahr 1947. Der FIDS benannte ihn nach Lewis Ashton (1898–1956), der für den Survey auf den Basen am Port Lockroy (1944–1945) und in der Hope Bay (1945–1946) tätig war.